# Tubophon
Tubophon (von lateinisch tubus, „Röhre“ und griechisch phon, „Stimme“, „Klang“) ist ein 2010 als Klanginstallation von Stefan Schubert und Peter Sadlo konzipiertes Schlaginstrument.

## Entwicklung
Der Ingenieur Stefan Schubert entdeckte 2004 zufällig die Klangeigenschaften von mit einer Kunststoffkappe verschlossenen Fernwärme-Stahlrohren. Der tiefe dumpfe Ton inspirierte Schubert zum Bau eines Schlaginstrumentes mit verschiedenen Rohrlängen und -stärken. Gemeinsam mit Peter Sadlo wurde ein Prototyp für den musikalischen Höhepunkt der Einweihung des Geothermieprojekts in Pullach gebaut. Das damals „Geothermiephon“ genannte Gerät wurde jedoch wieder zerlegt und die Weiterentwicklung aus Kostengründen abgebrochen.
Im Jahre 2010 wurden in sechs Wochen nach einem neuen transportablen Baukonzept über 160 m Rohrmaterial mit Hilfe eines Schwerlasthebegerätes verschweißt. Auch hier war Peter Sadlo mit Vorschlägen und Ideen zur Spielbarkeit und zum Tonumfang beratend tätig, wobei beide eher experimentell als rechnerisch vorgingen.
Am 25. Juni 2010 wurde das Tubophon anlässlich der Einweihung der geothermischen Energiezentrale in Unterföhring zum ersten Mal von Peter Sadlo und Doubledrums gespielt.
2011 wurde am deutschen Patent- und Markenamt der Gebrauchsmusterschutz eingetragen.

## Konstruktion
Das Tubophon besteht weitestgehend aus Stahlrohren mit Kunststoffummantelung und Wärmedämmung, wie sie für Fernwärmenetze Verwendung finden. Insgesamt werden aus 125 m Rohr 19 verschiedene Töne erzeugt. Die Rohre sind an der Spielfläche mit einer Kunststoffkappe als Trommelfell verschlossen, die anderen Seiten der Rohre sind offen. Das vom Grafiker Michael Wladarsch von 84 GHz entwickelte Design, erinnert durch die Schrägen und Winkel an eine flachgelegte Orgel, die silbernen, teilweise elliptisch abgeschnittenen Endstücke der großen „Sidepipes“ an großvolumige Auspuffrohre. Die Lackierung der silbernen Rohre mit schwarzer Ummantelung spiegelt sich in dem Schriftzug des Tubophons wider. Die abschließenden Schlosserarbeiten für die Unter- und Verstrebungsrahmen ergaben die Aufteilung in vier Module mit einem Einzelgewicht zwischen 1 und 2 to je Modul. Der Transport des Tubophons erfolgt mittels Mobilkran pro Modul jeweils auf einem LKW.

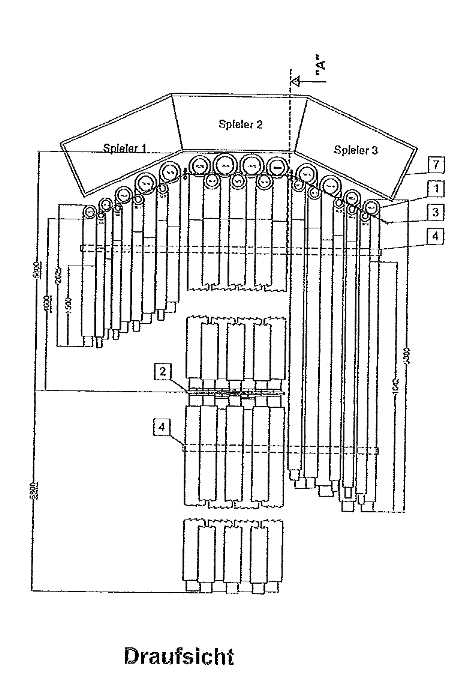
Konstruktionszeichnung

## Spieltechnik
Gespielt wird das Tubophon, ähnlich wie andere Perkussions-Instrumente, mit Sticks oder Schlägeln durch das Anschlagen auf die Trommelfelle (Kunststoffkappen). Die Rohre selbst schwingen nicht, sondern der entstehende Luftdruck erzeugt den Ton. Bei kleinen, kurzen Rohren ergeben sich beim Anschlagen knallartige, hohe Töne bis hin zu granatartigen Schlägen. Bei den großen, langen Rohren werden teilweise, je nach Schlagtechnik, mehrere Basistöne mit mehreren Obertönen erzeugt. Die Töne können in der jetzigen Konstruktion nicht nachgestimmt werden. Die eigenständige Dynamik und physikalische Präsenz der Töne ist nicht oder kaum aufzuzeichnen bzw. auf Tonträgern wiederzugeben.